# ديانا أريزميندي
ديانا أريزميندي (بالإسبانية: Diana Arismendi) هي ملحنة فنزويلية، ولدت في 8 نوفمبر 1962.